# Lightspark
Lightspark is een vrije SWF-speler uitgebracht onder de voorwaarden van de softwarelicentie LGPL versie 3. Het is een alternatief voor Adobe Flash Player, dat voor Linux door het bedrijf Adobe niet meer wordt uitgebracht. Lightspark focust op compatibiliteit met Flash Player 9 en hoger. Lightspark moet beschouwd worden als bètasoftware.

## Functies
Lightspark ondersteunt grotendeels ActionScript 3.0 en heeft een Mozilla-compatibele plug-in (voor onder meer Firefox en Pale Moon). Voor ActionScript 1.0 en 2.0 zal het terugvallen op Gnash, eveneens een vrije SWF-speler. Lightspark ondersteunt renderen van de SWF-bestanden met OpenGL alsook een op LLVM gebaseerde uitvoering van ActionScript. De speler maakt gebruik van OpenGL-shaders (GLSL) en is compatibel met H.264-gecodeerde Flash-videos op YouTube.

## Versiegeschiedenis
Volgende versies zijn reeds verschenen:
| Versie  | Uitgavedatum      | Opmerkingen |
| ------- | ----------------- | --- |
| 0.7.0   | 28 oktober 2012   | Ondersteuning voor het afspelen van SWF-bestanden die gecomprimeerd zijn met LZMA (vereist liblzma), verbeterde prestaties en verminderd geheugengebruik. JPEG-veranderingen om laadsnelheid te verbeteren. |
| 0.6.0.1 | 10 juni 2012      | Bugfixes, waaronder ondersteuning voor flat PulseAudio-volumes. Ondersteuning voor videostreams van de BBC alsook ondersteuning voor Adobe AIR. De codenaam van deze versie is Ceres.                       |
| 0.5.7   | 15 mei 2012       | Focus op Flash gebruikt door online games. |
| 0.5.6   | 12 april 2012     | Ondersteuning voor RPC en PNG. |
| 0.5.4.1 | 2 februari 2012   | Bugfix voor YouTube-video's. |
| 0.5.3   | 1 december 2011   | Ondersteuning voor Windows. |
| 0.5.1   | 22 september 2011 | Voegt EGL/GLES2 toe voor Flash op ARM-computers. |
| 0.5.0   | 15 maart 2011     | Ondersteuning voor het afspelen van YouTube-video's. |
| 0.4.8   | 31 mei 2011       | Vimeo-ondersteuning toegevoegd. |
| 0.4.6.1 |                   | Lost het niet werken van YouTube-video's op. |
| 0.4.6   | 15 maart 2011     | Ondersteuning voor Gnash 0.8.9. |
| 0.4.5.3 |                   | Lost het niet werken van YouTube-video's op. |
| 0.4.5.1 | 25 november 2010  | Experimentele ondersteuning voor PowerPC-computers op Linux. |
| 0.4.0   | 30 mei 2010       | Codenaam Aeolus. Focus op stabiliteit. |